# Milice, film noir
Pour plus de détails, voir Fiche technique et Distribution.
Milice, film noir est un documentaire français du réalisateur Alain Ferrari, sorti dans les salles le 10 décembre 1997.

## Argument
« L’ignorance du passé ne se borne pas à nuire à la connaissance du présent ; elle compromet, dans le présent, l’action même. » Marc Bloch, fusillé par la Gestapo le 16 juin 1944.

Drapeau de la Milice française.

Le documentaire traite des agissements de la Milice française, organisation étatique du Régime de Vichy, inféodée aux allemands, durant la Seconde Guerre mondiale ; il est ponctué d'entretiens avec d'anciens miliciens, d'anciens résistants qui relatent les circonstances ayant mené à leur rencontre avec cet organisme de collaboration politique avec les nazis. Figurent des spécialistes de cette période historique, dont Jacques Delperrié de Bayac, auteur de l'ouvrage de référence Histoire de la Milice, 1918-1945 (1969), et Michel Germain, auteur de nombreux ouvrages sur la Haute-Savoie 1939-1945, qui accompagne plusieurs jours le tournage dans le département, où la Milice sévit cruellement. 
Témoignages, commentaires, extraits d'archives photographiques et cinématographiques, sont associés pour retracer l'histoire de la Milice, créée le 1er janvier 1943 avec à sa tête Pierre Laval et Joseph Darnand, tous deux condamnés à mort et exécutés après la Libération. 
Le film est divisé en trois parties : Maréchal, les voilà ! (1914-1943), Vous avez dit "Maintien de l'ordre"? (1943-1944), La Terreur et la chute (1944-1945) .

### Résistants  interviewés
- René Filhol, résistant actif dans le Sud-Ouest de la France et Jean Cataloup témoignent au sujet de l'Insurrection de la centrale d'Eysses du 19 au 23 février 1944.
- Julien Helfgoot et Constant Paisant, au sujet de la bataille des Glières en 1944
- Louis Goudard, au sujet de l'exécution des sept Juifs au cimetière de Rillieux[1]

### Spécialistes interviewés
- Françoise Basch, petite-fille d'Hélène et Victor Basch[2], au sujet de l'assassinat de ses grands-parents par la Milice en 1944.

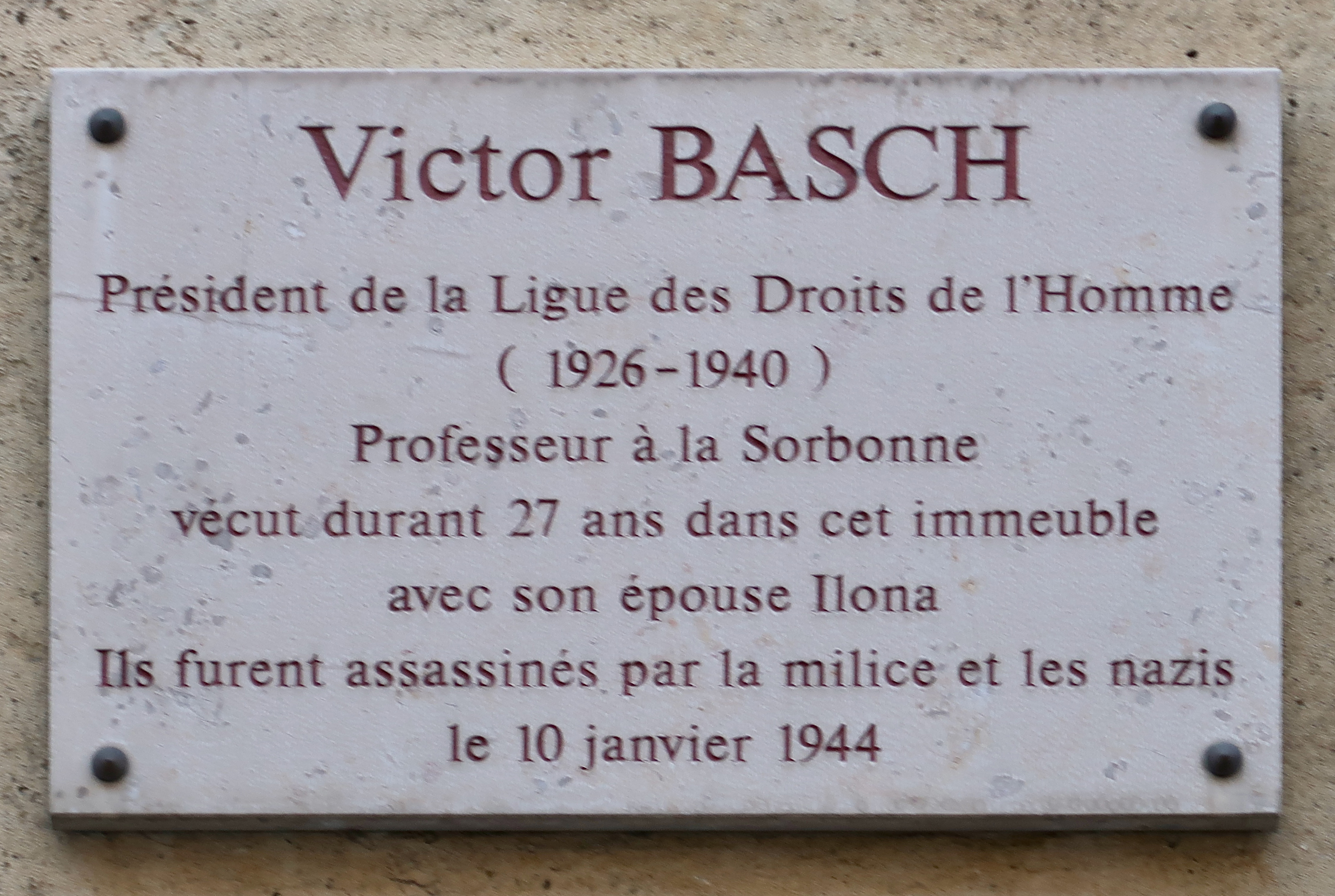
Plaque 8 rue Huysmans (Paris)

- Jean-Noël Jeanneney, spécialiste d’histoire politique, parle du résistant Georges Mandel
- Claude Mandel, fille de Georges Mandel, assassiné le 7 juillet 1944 en forêt de Fontainebleau par des miliciens.
- Tzvetan Todorov, critique littéraire, sémiologue parle des exécutions de juifs par le miliciens de Saint-Amand-Montrond (Cher).
- Hélène Mouchard-Zay, fille de Jean Zay[3]
- Jean Labouret, non-voyant ex-standardiste à la sous-préfecture du Cher (Saint-Amand-Montrond)  et Henri Jeanclos parlent des exécutions de Saint-Amand-Montrond.

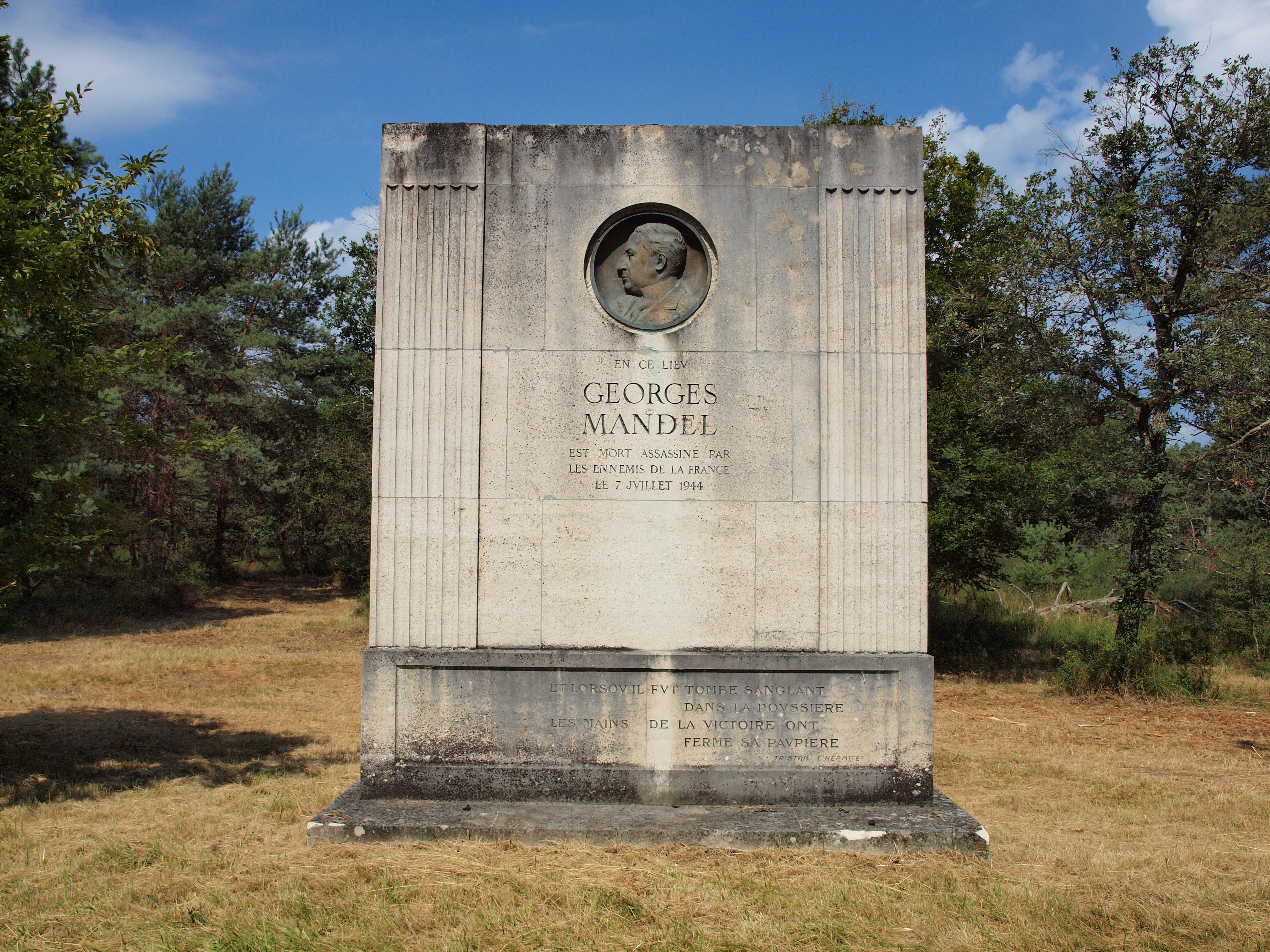
Stèle commémorative située en forêt de Fontainebleau dédiée à la mémoire de Georges Mandel.

### Miliciens interviewés
- Léon Gaultier[4].
- Henri Minvielle[5].
- Georges Rouchouze[6].
- Philippe Darnand, fils de Joseph Darnand, figure majeure de la collaboration française, fusillé en 1945

## Fiche technique
- Titre original : Milice, film noir
- Réalisation : Alain Ferrari
- Conseiller historique : Jacques Delperrié de Bayac
- Conseiller technique pour la Haute-Savoie : Michel Germain
- Commentaire écrit par Jacques Delperrié de Bayac et Alain Ferrari
- Commentaire dit par Michel Bouquet
- Image : Christian Garnier
- Son : Michel Kharat
- Mixage : Philippe Baudhuin
- Montage : Didier Ranz
- Musique originale : Denis Barbier
- Producteur : Jean-Olivier Tedesco
- Sociétés de production : Samosir Productions et 16 Bis Productions
- Sociétés de distribution : Les Films de l'Atalante, CQFD
- Pays :  France
- Langue : français
- Genre : documentaire
- Durée : 128 minutes